# كريس بيكر (لاعب كرة قدم أمريكية)
كريس بيكر (بالإنجليزية: Chris Baker)‏ هو لاعب كرة قدم أمريكية أمريكي، ولد في 8 أكتوبر 1987 في Windsor, Connecticut ‏ في الولايات المتحدة.

## وصلات خارجية
- الموقع الرسمي
- كريس بيكر على موقع مرجع كرة القدم المحترفة.كوم (الإنجليزية)